# Queen Alexandra Launching H.M.S. Queen
Queen Alexandra Launching H.M.S. Queen è un cortometraggio muto del 1902. Il nome del regista non viene riportato nei credit del film ma vi appare quello del produttore Cecil M. Hepworth in qualità di direttore della fotografia.

## Trama
Nel filmato si vede il varo della HMS Queen una corazzata pre-dreadnought della classe Formidable.

## Produzione
Il documentario, prodotto dalla Hepworth, riporta la cerimonia del varo, avvenuto l'8 marzo 1902, della H.M.S. Queen alla presenza della regina Alessandra, moglie di Edoardo VII.

## Distribuzione
Distribuito dalla Hepworth, il documentario - un cortometraggio della lunghezza di trenta metri - presumibilmente uscì nelle sale cinematografiche britanniche nel 1902.
Non si hanno altre notizie del film che si ritiene perduto, forse distrutto nel 1924 quando il produttore Cecil M. Hepworth, ormai fallito, cercò di recuperare l'argento del nitrato fondendo le pellicole.